# Cabeço do Padre Glória
O Cabeço do Padre Glória é uma elevação portuguesa localizada no concelho das Lajes do Pico, ilha do Pico, arquipélago dos Açores.
Este acidente geológico tem o seu ponto mais elevado a 903 metros de altitude acima do nível do mar, nas suas imediações encontra-se a Lagoa do Peixinho, a Cova do Caldeirão, a Laje e o Cabeço do Padre Roque. É nas encostas desta formação que nasce a Ribeira do Lajido.